# 东爪哇省
7°16′S 112°45′E / 7.267°S 112.750°E
東爪哇省是印度尼西亚省份之一。它的省府是泗水。該省面積共47,922平方公里，西部與中爪哇省相連，管轄島嶼有馬都拉島、馬薩倫布群島、巴韦安島、康厄安群島。

## 地理

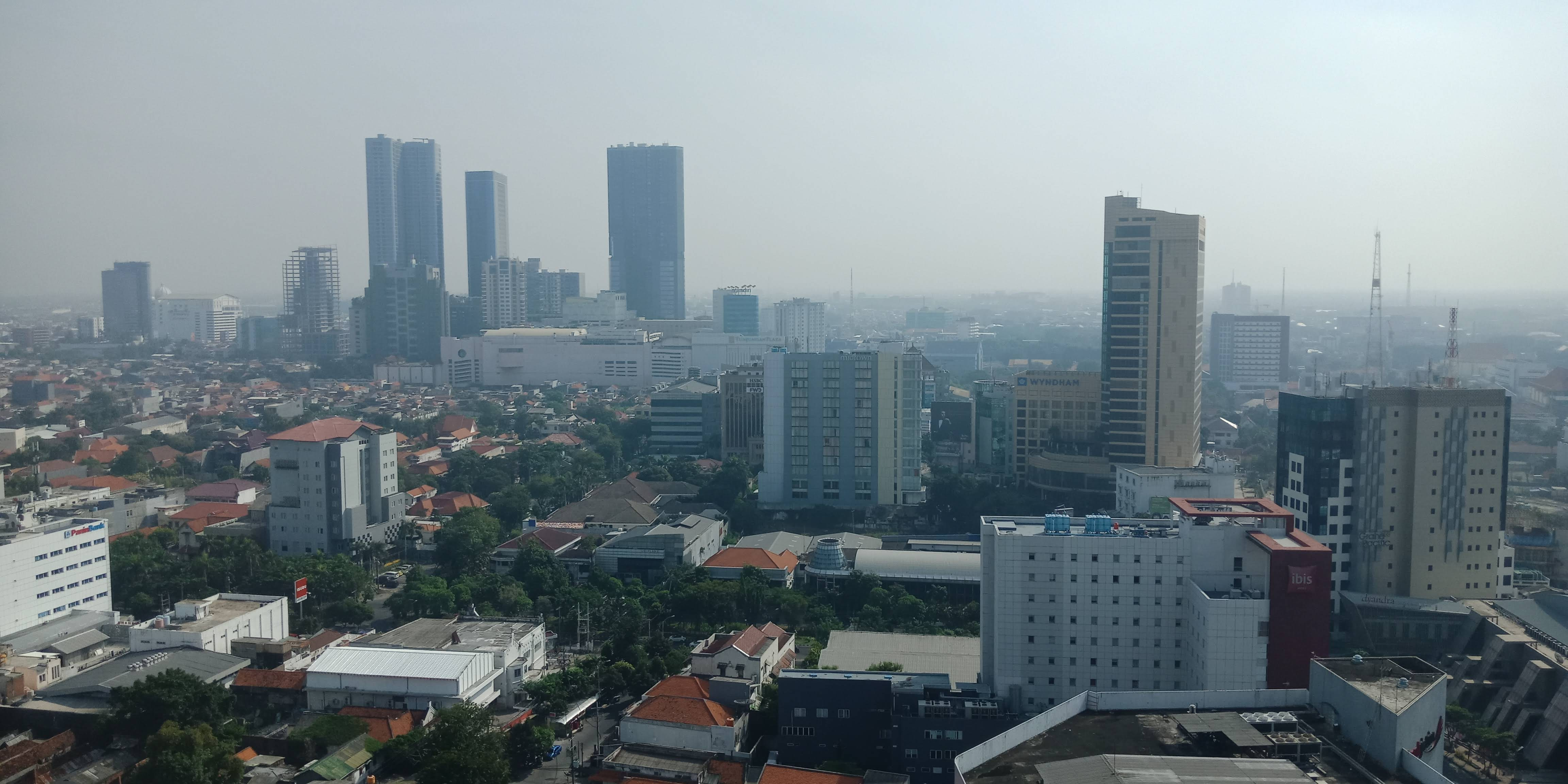
泗水市區

東爪哇省位處爪哇島的東部，北部和南部分別面瀶爪哇海和印度洋，東部隔海峽面對景色秀麗的旅遊區峇里島。首府泗水是印尼第二大城市，是印尼重要商港和軍港。

## 人口
東爪哇省約有人口34,766,000人（2000年統計數字）。當中有爪哇人、華人、印度人和阿拉伯人。

## 語言
東爪哇省的語言分別是爪哇语、馬都拉语和印尼语。